# Condado de Cheorwon
Condado de Cheorwon (Cheorwon-gun), também escrito Chorwon, é um condado da província de Gangwon, Coreia do Sul. Ele está localizado próximo à fronteira com a Coréia do Norte.

## História
- Goguryeo - Primeiro chamado Moeuldongbi.
- Dinastia Silla - nome alterado para Cheolseong.
  - Durante o período posterior dos três reinos da Coréia, Gung Ye determinou a capital de Taebong.
- Dinastia Goryeo
  - Em 918, durante o governo do rei Taejo de Goryeo, seu nome foi mudado para Cheorwon e depois renomeado como Dongju.
- Dinastia Joseon
  - O rei Taejong mudou seu nome para 'Dohobu'.
  - No 26º ano do reinado do Rei Sejong (1434), foi transferido de Gyeonggi-do para Gangwon.
  - Em 26 de maio do King Gojong, alterado para Chuncheon-bu.[1]

### Guerra da Coréia
Após a divisão da Coréia em 1945, todo o condado de Cheorwon fazia parte da Coréia do Norte.
Durante a Guerra da Coréia, a região mudou de mãos várias vezes durante a invasão da Coréia do Norte pela ONU e a invasão chinesa da Coréia do Sul. Em 1951, as linhas de frente se estabilizaram, cortando o condado de Cheorwon e a área tornou-se parte do campo de batalha do Triângulo de Ferro. A Batalha do Cavalo Branco ocorreu ao norte da cidade de Cheorwon de 6 a 15 de outubro de 1952 e a Batalha de Triangle Hill ocorreu ao norte de Gimhwa-eup de 14 de outubro a 25 de novembro de 1952.
Após a assinatura do Acordo de Armistício Coreano, a Zona Desmilitarizada Coreana dividiu o Condado de Cheorwon em dois, criando o Condado de Cheorwon na Coréia do Sul e o Condado de Chorwon na Coréia do Norte.
Vários locais da Guerra da Coréia no condado de Cheorwon são agora destinos turísticos, incluindo a antiga estação Woljeong-ri, o antigo escritório do Partido dos Trabalhadores Coreanos, o Escritório de Turismo do Triângulo de Ferro, o Túnel da Segunda Incursão e o Observatório da Paz de Cheorwon.

### Linha de Controle Civil (CCL)
A Linha de Controle Civil é uma zona intermediária adicional à Zona Desmilitarizada (DMZ). A distância entre a DMZ e o CCL na Coréia do Sul varia de 5 a 20 km. O objetivo é limitar e controlar a entrada de civis nas áreas, a fim de proteger e manter a segurança das instalações e operações militares próximas à DMZ.

## Turismo
Para a Coréia do Sul, o turismo tem sido importante desde o Plano de Desenvolvimento de Cinco Anos de 1962. Isso designava um setor-chave de desenvolvimento econômico e uma "indústria patriótica" (Hunter, 153). Visões historicamente nacionalistas ou patrióticas impulsionaram o desenvolvimento do turismo na Coréia do Sul. Passeios bem organizados e monumentos e locais definidos garantem que essas áreas limítrofes sejam preenchidas por visitantes que participam da paisagem simbólica definida pelo governo sul-coreano (Hunter, 153).

### O Segundo Túnel
O segundo túnel na DMZ foi encontrado por guardas coreanos ouvindo o som de explosões sob o solo durante seu turno. Após determinada escavação em 19 de março de 1975, foi descoberto o “Segundo Túnel”. O segundo túnel foi para um ataque repentino do exército norte-coreano à Coréia do Sul. O segundo túnel é composto por uma camada granítica firme, tem 3,5 km de comprimento, e vários em profundidade de 50m-160m.

### Observatório da Paz de Cheorwon
O Observatório de Paz de Cheorwon está localizado em Junggang-ri, Dongsong-eup, na Coréia do Sul. O Observatório tem três andares e um porão e foi inaugurado em novembro de 2007. O primeiro andar do observatório é a sala de exposições e o segundo andar é um observatório. Os turistas no segundo andar podem observar o ecossistema circundante, a fortaleza da cidade de Gung-Ye Cast, o planalto de Pyeonggang e a cidade de Seonjeon da Coréia do Norte na DMZ.

### Torre Memorial da Batalha de Baekma Goji (Cavalo Branco)
Durante dez dias de batalha, a colina mudaria de mãos 24 vezes após repetidos ataques e contra-ataques por sua posse. A forma original do morro foi transformada a partir de mais de 300.000 projéteis de artilharia e bombas. O cume destruído parecia um cavalo branco deitado, por isso foi chamado de Baekma Goji, que significa colina do cavalo branco.

### Observatório da Vitória
No centro das 155 milhas da linha de cessar-fogo está o Observatório da Vitória. Ao visitá-lo, os turistas podem observar os soldados do exército norte-coreano e os locais reais da divisão nacional, como a Ferrovia de Geumgansan, a Planície de Gwangasm e a cidade de Achim-ri.

## Símbolos
- Árvore do Condado: Pinhão Coreano
- Flor do Condado: Azaléia Real
- Pássaro do Condado: Grou

## Localização
Cheorwon desempenha um papel importante no fornecimento de passagem de Seul para Wonsan e Kumgangsan. Desde a expansão da Estrada Nacional 43 que liga Cheorwon e Seul, a facilidade de transporte melhorou muito.

## Clima
Cheorwon tem um clima continental úmido influenciado pelas monções (Köppen: Dwa).
| Dados climáticos para Cheorwon (1991–2020 normals, extremes 1988–present)              | Dados climáticos para Cheorwon (1991–2020 normals, extremes 1988–present) | Dados climáticos para Cheorwon (1991–2020 normals, extremes 1988–present) | Dados climáticos para Cheorwon (1991–2020 normals, extremes 1988–present) | Dados climáticos para Cheorwon (1991–2020 normals, extremes 1988–present) | Dados climáticos para Cheorwon (1991–2020 normals, extremes 1988–present) | Dados climáticos para Cheorwon (1991–2020 normals, extremes 1988–present) | Dados climáticos para Cheorwon (1991–2020 normals, extremes 1988–present) | Dados climáticos para Cheorwon (1991–2020 normals, extremes 1988–present) | Dados climáticos para Cheorwon (1991–2020 normals, extremes 1988–present) | Dados climáticos para Cheorwon (1991–2020 normals, extremes 1988–present) | Dados climáticos para Cheorwon (1991–2020 normals, extremes 1988–present) | Dados climáticos para Cheorwon (1991–2020 normals, extremes 1988–present) | Dados climáticos para Cheorwon (1991–2020 normals, extremes 1988–present) |
| Mês                                                                                    | Jan                                                                       | Fev                                                                       | Mar                                                                       | Abr                                                                       | Mai                                                                       | Jun                                                                       | Jul                                                                       | Ago                                                                       | Set                                                                       | Out                                                                       | Nov                                                                       | Dez                                                                       | Ano                                                                       |
| -------------------------------------------------------------------------------------- | ------------------------------------------------------------------------- | ------------------------------------------------------------------------- | ------------------------------------------------------------------------- | ------------------------------------------------------------------------- | ------------------------------------------------------------------------- | ------------------------------------------------------------------------- | ------------------------------------------------------------------------- | ------------------------------------------------------------------------- | ------------------------------------------------------------------------- | ------------------------------------------------------------------------- | ------------------------------------------------------------------------- | ------------------------------------------------------------------------- | ------------------------------------------------------------------------- |
| Recorde alta °C (°F)                                                                   | 13.1 (55.6)                                                               | 17.5 (63.5)                                                               | 22.4 (72.3)                                                               | 29.8 (85.6)                                                               | 32.5 (90.5)                                                               | 34.0 (93.2)                                                               | 36.0 (96.8)                                                               | 38.4 (101.1)                                                              | 33.7 (92.7)                                                               | 29.0 (84.2)                                                               | 24.0 (75.2)                                                               | 14.5 (58.1)                                                               | 38.4 (101.1)                                                              |
| Média alta °C (°F)                                                                     | 0.7 (33.3)                                                                | 4.1 (39.4)                                                                | 10.2 (50.4)                                                               | 17.5 (63.5)                                                               | 22.9 (73.2)                                                               | 26.7 (80.1)                                                               | 28.1 (82.6)                                                               | 28.9 (84)                                                                 | 25.0 (77)                                                                 | 19.1 (66.4)                                                               | 10.5 (50.9)                                                               | 2.7 (36.9)                                                                | 16.4 (61.5)                                                               |
| Média diária °C (°F)                                                                   | −5.7 (21.7)                                                               | −2.3 (27.9)                                                               | 3.7 (38.7)                                                                | 10.5 (50.9)                                                               | 16.6 (61.9)                                                               | 21.1 (70)                                                                 | 23.8 (74.8)                                                               | 24.0 (75.2)                                                               | 18.9 (66)                                                                 | 11.8 (53.2)                                                               | 4.3 (39.7)                                                                | −3.2 (26.2)                                                               | 10.3 (50.5)                                                               |
| Média baixa °C (°F)                                                                    | −11.8 (10.8)                                                              | −8.6 (16.5)                                                               | −2.6 (27.3)                                                               | 3.4 (38.1)                                                                | 10.4 (50.7)                                                               | 16.1 (61)                                                                 | 20.2 (68.4)                                                               | 20.1 (68.2)                                                               | 13.6 (56.5)                                                               | 5.5 (41.9)                                                                | −1.2 (29.8)                                                               | −8.6 (16.5)                                                               | 4.7 (40.5)                                                                |
| Recorde baixa °C (°F)                                                                  | −29.2 (−20.6)                                                             | −24.6 (−12.3)                                                             | −13.4 (7.9)                                                               | −8.2 (17.2)                                                               | 0.9 (33.6)                                                                | 6.1 (43)                                                                  | 11.3 (52.3)                                                               | 8.8 (47.8)                                                                | 3.5 (38.3)                                                                | −6.3 (20.7)                                                               | −13.8 (7.2)                                                               | −22.2 (−8)                                                                | −29.2 (−20.6)                                                             |
| Média precipitação mm (pol.)                                                           | 18.2 (0.717)                                                              | 26.3 (1.035)                                                              | 30.8 (1.213)                                                              | 69.0 (2.717)                                                              | 102.4 (4.031)                                                             | 119.0 (4.685)                                                             | 400.0 (15.748)                                                            | 347.4 (13.677)                                                            | 121.2 (4.772)                                                             | 49.9 (1.965)                                                              | 48.1 (1.894)                                                              | 22.1 (0.87)                                                               | 1 354,4 (53,323)                                                          |
| Média de dias de precipitação (≥ 0.1 mm)                                               | 6.3                                                                       | 6.0                                                                       | 7.3                                                                       | 8.1                                                                       | 9.1                                                                       | 10.9                                                                      | 16.6                                                                      | 14.3                                                                      | 8.4                                                                       | 6.6                                                                       | 8.1                                                                       | 7.5                                                                       | 109.2                                                                     |
| Média de dias ensolarados                                                              | 9.2                                                                       | 6.2                                                                       | 4.5                                                                       | 0.3                                                                       | 0.0                                                                       | 0.0                                                                       | 0.0                                                                       | 0.0                                                                       | 0.0                                                                       | 0.0                                                                       | 2.3                                                                       | 7.3                                                                       | 29.7                                                                      |
| Média umidade relativa (%)                                                             | 67.1                                                                      | 63.1                                                                      | 60.5                                                                      | 58.3                                                                      | 64.4                                                                      | 71.4                                                                      | 81.3                                                                      | 81.4                                                                      | 76.9                                                                      | 72.9                                                                      | 71.6                                                                      | 70.0                                                                      | 69.9                                                                      |
| Média mensal horas de sol                                                              | 173.3                                                                     | 176.0                                                                     | 196.5                                                                     | 203.7                                                                     | 224.5                                                                     | 198.7                                                                     | 141.9                                                                     | 170.0                                                                     | 187.0                                                                     | 200.6                                                                     | 152.3                                                                     | 159.0                                                                     | 2 183,5                                                                   |
| Por cento luz do sol possível                                                          | 52.9                                                                      | 54.7                                                                      | 48.2                                                                      | 49.5                                                                      | 47.1                                                                      | 40.2                                                                      | 28.5                                                                      | 39.1                                                                      | 47.8                                                                      | 53.4                                                                      | 48.6                                                                      | 50.4                                                                      | 46.0                                                                      |
| Fonte: Korea Meteorological Administration (percent sunshine and snowy days 1981–2010) |                                                                           |                                                                           |                                                                           |                                                                           |                                                                           |                                                                           |                                                                           |                                                                           |                                                                           |                                                                           |                                                                           |                                                                           |                                                                           |

## Cidades irmãs
- Gangnam-gu, Seul
- Seogwipo, Jeju-do[9]

## Pontos turísticos
- Observatório da Paz de Cheorwon. Acesso em 7 de dezembro de 2018.
- Cheorwon: Turismo da Linha de Frente. (5 de novembro de 2015). Acesso em 7 de dezembro de 2018.
- Hunter, WC (2013). The Visual Representation of Border Tourism: Demilitarized Zone (DMZ) and Dokdo in South Korea (A representação visual do turismo fronteiriço: zona desmilitarizada (DMZ) e Dokdo na Coréia do Sul). International Journal of Tourism Research, 17 (2), 151–160. doi:10.1002/jtr.1973.
- Torre Memorial da Batalha de Baeckma Goji. Acesso em 9 de dezembro de 2018.
- O Segundo Túnel. Acesso em 8 de dezembro de 2018.
- Observatório da Vitória. Acesso em 9 de dezembro de 2018.